# Ahmed Choukairy
Ahmed Choukairy (en arabe, أحمد الشقيري) est un homme politique palestinien. Il est né le 1er janvier 1908 à Tibnine (Empire ottoman, aujourd'hui dans le Sud Liban), d'un père palestinien et d'une mère turque. Il a fait partie de la délégation syrienne à l'Organisation des Nations unies de 1949 à 1951, a été le secrétaire général auxiliaire pour la Ligue arabe de 1950 à 1956, ambassadeur saoudien à l'ONU de 1957 à 1962, et le premier président de l'Organisation de libération de la Palestine de 1964 à 1967. Il est décédé le 26 février 1980 à Amman.

## Biographie
Il fait ses études élémentaires et secondaires à Saint-Jean-d'Acre et à Jérusalem. Alors qu'il était étudiant à l'université américaine de Beyrouth, il fut expulsé par les autorités françaises, à l’âge de 19 ans, du Liban pour « activité subversives ». Il travaille comme rédacteur pour des journaux libanais et palestiniens. Après avoir étudié le droit à Jérusalem, il travaille chez des avocats en Palestine jusqu'en 1945 puis devient l'un des membres de la délégation syrienne à l'ONU de 1949 à 1951. 
Il devient secrétaire général auxiliaire pour la Ligue arabe de 1950-1956. En 1955, il est vice-président de la délégation syrienne à la conférence de Bandoeng. En 1957, il demande la nationalité saoudienne et devient ambassadeur saoudien à l'ONU de 1957 à 1962. Il est remercié par les Saoudiens cinq ans après en prenant position en faveur de l'Égypte contre l'Arabie saoudite sur la question du Yémen. Il est alors nommé par Nasser représentant de la Palestine à la Ligue arabe puis Nasser l'impose en tant que premier président de l'Organisation de libération de la Palestine (OLP) de 1964-1967.
Il déclara donner sa bénédiction au mouvement d'extrême droite européen Jeune Europe, un mouvement voulant créer des brigades européennes au Tiers-monde pour assister les palestiniens dans la lutte antisioniste.
En 1967, le Fatah de Yasser Arafat rejoint l'OLP. Yahya Hammouda puis Arafat deux ans plus tard lui succèderont au poste de président. Il reprend alors ses activités d'avocat et assure en 1971 la défense des quatre personnes accusées d'avoir assassiné le Premier ministre jordanien Wasfi Tall.
Ahmed Choukairy meurt à Amman le 26 février 1980 à l'âge de 72 ans.